# Edeltraud Werner
Edeltraud Werner (* 1951) ist eine deutsche Romanistin.

## Leben
Nach dem Studium an den Universitäten Würzburg, Freiburg und Düsseldorf in den Fächern Romanistik/Geschichte; Pädagogik und Germanistik erwarb sie 1976 das erste Staatsexamen für das Lehramt an Gymnasien für die Fächer Französisch und Geschichte, die Promotion 1979 zum Dr. phil. und die Habilitation 1991 für das Fach „Romanische Philologie“. Von 1994 bis 2016 war sie Universitätsprofessorin für  „Vergleichende Romanische Sprachwissenschaft“ an der Martin-Luther-Universität Halle-Wittenberg.
Ihre Forschungsschwerpunkte sind in den Bereichen Französisch und Italienisch sowie allgemeine und romanische Sprachwissenschaft, insbesondere Morphosyntax und Syntax, Sprachgeschichte und historische Sprachbetrachtung, Sprach- und Grammatiktheorie in Frankreich und Italien, Textphilologie - Mediävistik (Altitalienisch, Altokzitanisch, Altfranzösisch, Mittellatein), allgemeine Sprachtheorie und Syntaxtheorie und Sprachwissenschaftsgeschichte (diverse Schwerpunkte 16. bis 19. Jahrhundert).

## Schriften (Auswahl)
- Die Verbalperiphrase im Mittelfranzösischen. Eine semantisch-syntaktische Analyse. Bern 1980, ISBN 3-8204-6075-6.
- Translationstheorie und Dependenzmodell. Kritik und Reinterpretation des Ansatzes von Lucien Tesnière. Tübingen 1993, ISBN 3-7720-2401-7.
- mit Sabine Schwarze (Hrsg.): Fra toscanità e italianità. Lingua e letteratura dagli inizi al Novecento. Tübingen 2000, ISBN 3-7720-2413-0.
- (Hrsg.): Die Jenseitsreise Mohammeds. Liber scale Machometi. Hildesheim 2007, ISBN 3-487-13424-1.